# Cosmospora purtonii
Cosmospora purtonii är en svampart som först beskrevs av Robert Kaye Greville, och fick sitt nu gällande namn av Rossman & Samuels 1999. Cosmospora purtonii ingår i släktet Cosmospora och familjen Nectriaceae.  Arten är reproducerande i Sverige. Inga underarter finns listade i Catalogue of Life.